# Nya Zeelands damlandslag i rugby union
Nya Zeelands damlandslag i rugby union representerar Nya Zeeland i rugby union på damsidan. Laget har vunnit världsmästerskapet fem gånger (1998, 2002, 2006, 2010 och 2017). Dessa fem titlar gör laget till det mest framgångsrika VM-laget någonsin.